# لوون موتافیان
لوون موتافیان (ارمنی: Լևոն Մութաֆյան؛  ۷ اکتبر ۱۹۵۴ – ۱۱ نوامبر ۲۰۱۵) یک نویسنده و تئاترشناس اهل ارمنستان بود. وی بین سال‌های - تا - میلادی فعالیت می‌کرد.

## زندگی‌نامه
وی در ۷ اکتبر ۱۹۵۴ در نیژنی تاگیل به دنیا آمد . وی عضو اتحادیه نویسندگان ارمنستان بود. وی همچنین برندهٔ جوایزی همچون چهره هنری شایسته جمهوری ارمنستان شده است. وی در ۱۱ نوامبر ۲۰۱۵ در سن ۶۱ سالگی در ایروان درگذشت.